# Mitologia rzymska

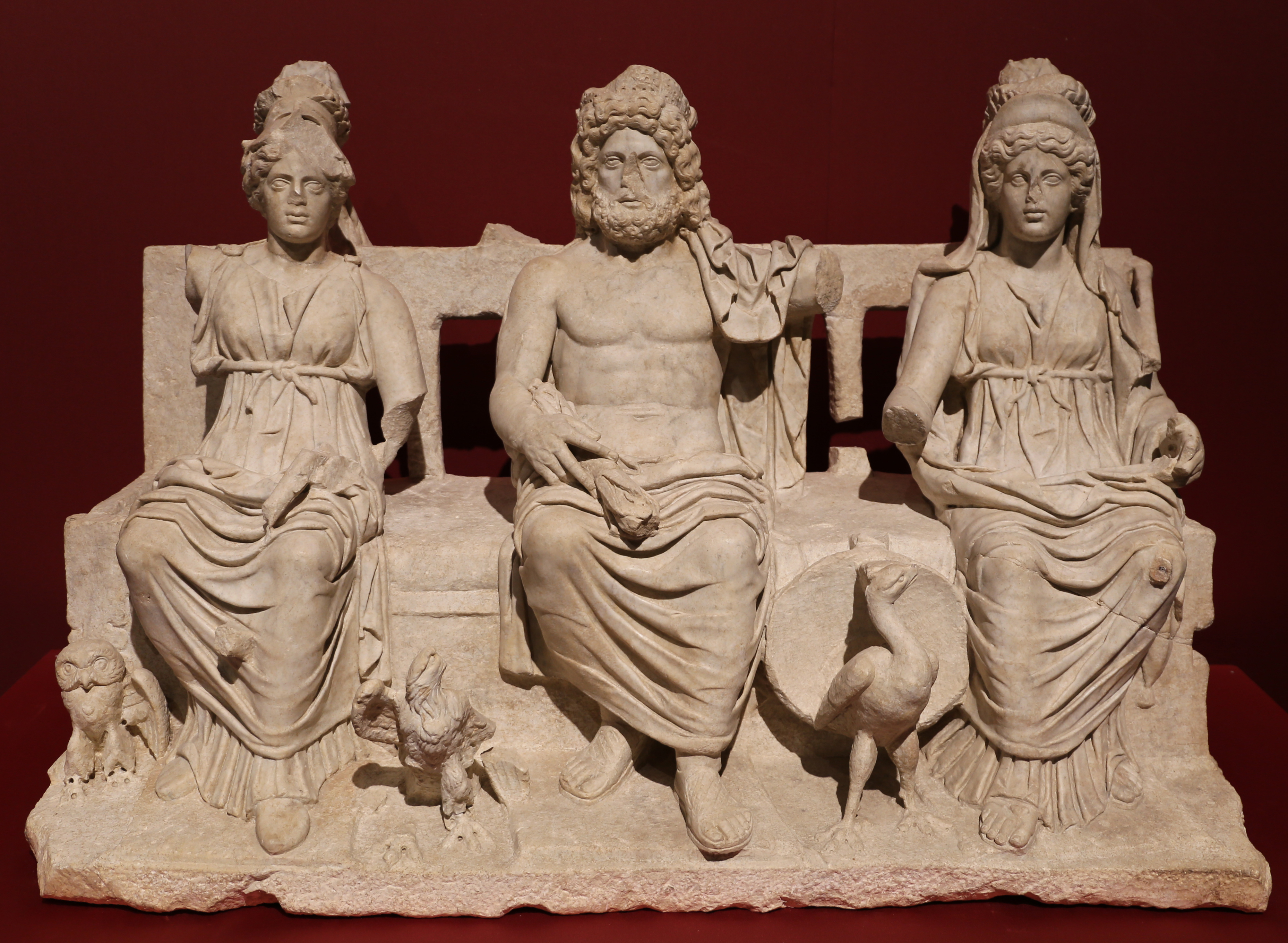
Trójca Kapitolińska: Jowisz, Junona i Minerwa

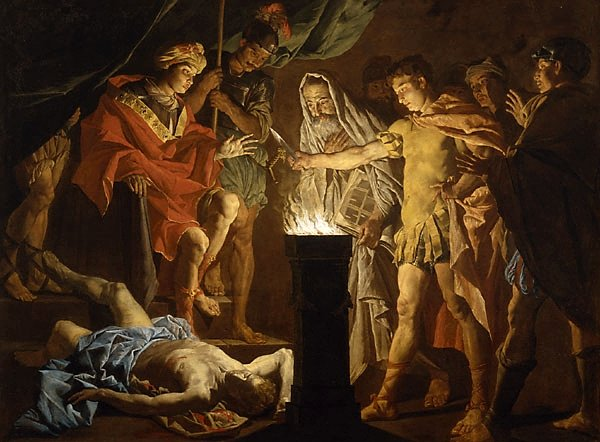
Mucjusz Scewola przed Larsem Porsenną, obraz Matthiasa Stomera

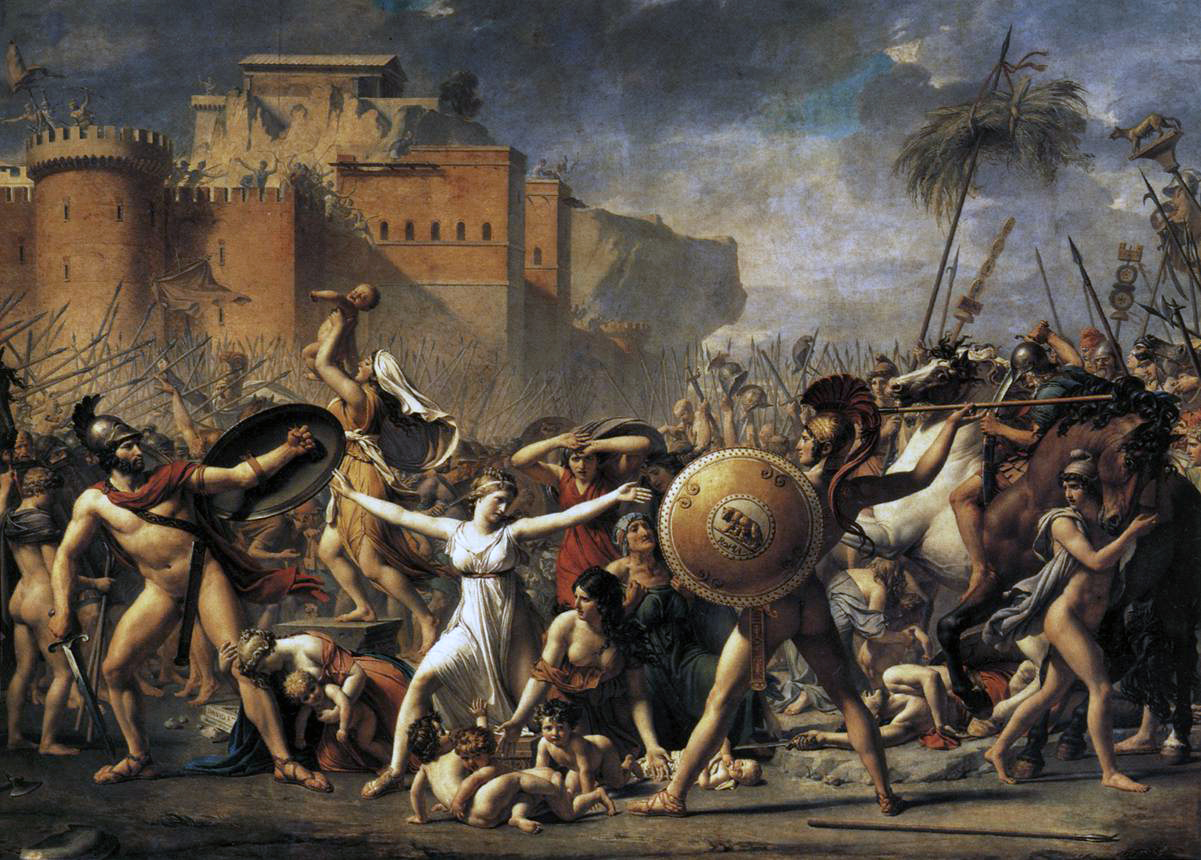
Porwanie Sabinek, obraz Jacques’a-Louisa Davida

Mitologia rzymska – zbiór wierzeń, rytuałów i obrzędów dotyczących zjawisk nadprzyrodzonych wyznawanych i obchodzonych przez starożytnych Rzymian do chwili, gdy chrześcijaństwo całkowicie zastąpiło rdzenne religie Imperium Rzymskiego.

## Pierwotna religia rzymska
Religię rzymską w pierwotnej postaci charakteryzuje praktyczność, konkretność i bezosobowość. Wierzenia starożytnych Rzymian były ściśle powiązane z życiem chłopskiego społeczeństwa. W pojęciu Rzymian każda czynność, nawet najdrobniejsza, miała swoje bóstwo. Obok głównych, jak Jowisz czy Mars, istniała nieprzebrana moc bogów mniejszych, opiekuńczych duchów poszczególnych czynności w życiu lub gospodarstwie. Ich zakres działania był wąski i dotyczył jedynie pewnych momentów w uprawie roli, wzroście zboża, chowie bydła czy w życiu człowieka. Najlepiej ilustruje to przykład dorastania dziecka. Vagitanus otwierał usta dziecka do pierwszego krzyku, kołyską opiekowała się Cunina, Rumina troszczyła się o pokarm niemowlęcia, po odłączeniu od piersi to Potina i Edusa uczyły dziecko jeść i pić, Cuba czuwała nad jego przenoszeniem z kołyski do łóżeczka, Ossipago pilnowała, by kości dziecka należycie się zrastały, Statanus pilnował, by nauczyło się stać, a Fabulinus mówić; nawet pierwsze wyjście z domu znajdowało się pod opieką dwóch bóstw - Interduca i Domiduca. I tak było ze wszystkim. Każde powodzenie i każde niepowodzenie, choćby najbłahsze mogło być objawem gniewu lub zadowolenia bóstwa. Wszystkie bóstwa rzymskie były w znacznym stopniu bezosobowe, nie miały nawet czasem określonej płci. Dlatego też Rzymianie modlili się: „Czyliś ty bóg, czy bogini, czy mężczyzna, czy kobieta”.
Bogowie rzymscy nie schodzili na ziemię i nie ukazywali swej postaci ludziom tak chętnie jak bogowie greccy. Nie pomagali człowiekowi bezpośrednio, nawet gdy mieli go przed czymś ostrzec. Wszystko co wiedziano o bogach to tyle, że trzeba im składać ofiary i nieustannie ich czcić. Istniały zatem księgi, które wszystko przewidywały i w których znaleźć można było modlitwy na każdą okoliczność.
W pojęciu innych ludów Rzymianie uchodzili za pobożnych, ich stosunek do bogów był bardzo poważny, ale też i praktyczny. Opierał się jakby na dwustronnej umowie: „daję ci, abyś mi dał” („do ut des”).
Religię rzymską cechowała tolerancja wobec innych wierzeń i specyficzna „gościnność”. W czasie wojny Rzymianie modlili się również do bóstw nieprzyjacielskich, aby opuściły oblegane miasto i zechciały zamieszkać w Rzymie. Ta „gościnność” otwierała szeroko drogę innym wierzeniom i przyśpieszała przemiany w religii rzymskiej.

### Bóstwa rolnicze
Charakter wierzeń związanych z rolnictwem dobrze oddaje fragment dzieła św. Augustyna O Państwie Bożym:
Poganie nie uznawali za stosowne powierzyć zarządzania okolicami wiejskimi jakiemuś jednemu bóstwu, lecz równinę oddali bogini Rusinie, grzbiety gór Jugatynowi, nad pagórkami ustanowili Kollatynę, a nad dolinami Wallonię. Nie mogli nawet znaleźć takiej jednej Segecji, by raz na zawsze oddać jej w opiekę zasiewy, lecz nad ziarnem dopiero posianym, póki znajduje się na ziemi, woleli ustanowić boginię Seję, stan rzeczy, gdy źdźbła wychodzą z ziemi i stają się zbożem, podporządkowali bogini Segecji... Wschodzącą ruń oddali pod zwierzchnictwo Prozerpiny, źdźbła mające już kolanka i węzełki – bogu Nadutusowi, osłony zawiązujących się kłosów – bogini Wolutynie, osłony otwierające się już nowymi kłosami – bogini Hostylinie, zboże kwitnące – bogini Florze, bielejące – bogu Lukturnowi, dojrzewające – bogini Matucie, koszone, to jest usuwane z roli – bogini Rucynie.
Uzupełniając fragment szczegółowego opisu św. Augustyna, należy dodać, że przygotowaniem pola do zasiewu zajmowały się trzy bóstwa orki: Vervacator, Redarator i Obarator, nawożeniem ziemi opiekował się zaś Sterculinius, samym zaś zasiewem – Saturn i Lemonia. Nad wzrostem zboża w różnych fazach jego rozwoju czuwała bogini Ceres. Dojrzewanie zboża, a później jego zbiór – były domeną boga Consusa. Samymi żniwami zajmowało się bóstwo Messia lub Messor.
Kilka z tych bóstw przetrwało w religii rzymskiej, co znalazło swój wyraz w kalendarzu i układzie świąt. Na cześć Saturna, boga zasiewów, obchodzono 17 grudnia Saturnalia. Od stycznia ważną rolę w kalendarzu rzymskim zajmowała Ceres, której główne święto obchodzono 19 kwietnia, nazywane Ceresaliami. Na Przełomie kwietnia i maja, kiedy zboże zaczynało kwitnąć, zaczynało się panowanie Flory i organizowano Floralia. Bogu Consusowi poświęcone były dwa dni 21 sierpnia jako święto dożynek, oraz 15 grudnia, kiedy zwoziło się zboże do spichlerzy. Odtąd pozostawało ono pod opieką bogini Ops, którą czczono 19 grudnia. W ten sposób zamykał się rolniczy kalendarz rzymski.

### Bóstwa opiekuńcze domu
Szczególną rolę obok bóstw rolniczych odgrywała w religii rzymskiej grupa bogów opiekujących się domem. Były to Many – duchy przodków, Lary – opiekunowie chaty, Penaty – bóstwa spiżarni. Tym duchom opiekuńczym oddawano zawsze część spożywanego posiłku.
W bliskim pokrewieństwie z duchami przodków pozostawały geniusze – przedstawiciele siły życiowej mężczyzny, i junony, będące stróżami kobiet. Każdy człowiek według Rzymian miał swojego geniusza lub junonę. Z chwilą przyjścia na świat geniusz wstępuje w człowieka, a opuszcza go w godzinę śmierci, po czym staje się jednym z manów.
Obok elementu boskiego każdego człowieka, wielką rolę w życiu Rzymianina odegrały inne bóstwa opiekuńcze domu. Taką rolę pełnił Janus, bóg wejścia i wyjścia, którego symbolem były drzwi, następnie zaś bramy. Boga tego zaczęto wyobrażać z dwiema twarzami, zwróconymi w przeciwnych kierunkach. Taki wizerunek przedstawiano na najstarszych monetach rzymskich zwanych aes grave. W mieście symbolem Janusa była brama przy Forum od strony Kwirynału. Bramę tę otwierano w czasie wojny, a zamykano podczas pokoju.
Jeśli domowi od zewnątrz patronował Janus, to wnętrza domu strzegła Westa, której symbolem było domowe ognisko. Westa czuwała nad sferą wpływów pani domu, tak jak Janus opiekował się wyłącznie sprawami męskimi.
Naczelni bogowie
- Janus
- Jowisz (Jupiter)
- Junona
- Minerwa
- Mars
- Kwirynus
- Westa

### Personifikacje
Ogromną liczbę bogów i bogiń, jakimi otoczony był Rzymianin, pomnażało jeszcze liczne grono bóstw, które były personifikacją – uosobieniem pojęć ogólnych, wyobrażeń, cech i uczuć ludzkich. Pod tym względem religia rzymska była niesłychanie pomysłowa i płodna.
Rzymskie odpowiedniki greckich bogów:
Jowisz (Jupiter) – Zeus (Dzeus),
Neptun – Posejdon,
Amor – Eros,
Westa – Hestia,
Wulkan – Hefajstos,
Bachus – Dionizos,
Cerera – Demeter,
Diana – Artemida,
Junona – Hera,
Wenus – Afrodyta,
Prozerpina – Persefona,
Luna – Selene,
Merkury – Hermes,
Mars – Ares,
Minerwa – Atena,
Apollo – Apollo,
Pluton – Hades.

## Wpływ religii etruskiej
Pierwsza faza przemian religijnych objęła Rzym jeszcze w czasach królewskich – była to faza etruskizacji. Religia Etrusków odegrała ważną rolę w dziejach Rzymu. Jeszcze w czasach cesarza Klaudiusza Etrusca Disciplina cieszyła się wielkim autorytetem, co potwierdza Tacyt.
Największy wpływ na Rzym i całą Italię wywarła etruska triada: Tinia, Unii i Menrva, która zyskał ogromne znaczenie dzięki zbudowaniu w Rzymie przez Tarkwiniuszy świątyni kapitolińskiej dla Jowisza, Junony i Minerwy. Świątynia ta została zbudowana przez architektów etruskich według ich wzorów, a słynny posąg Jowisza utożsamianego z Tinią wyrzeźbił Vulca z Wejów.
Szczególne znaczenie dla wszystkich ludów Italii miały święte księgi etruskie zwane Etrusca Disciplina, znane dzięki przekazom Rzymian. Składały się na nie następujące księgi: libri haruspicini, libri fulgurales i libri rituales. Obejmowały one szczegółowe przepisy, jak zakładać miasta, budować świątynie, pełnić funkcje administracyjne, jak interpretować niebo oraz jak wróżyć z wnętrzności zwierząt. Zawierały także kalendarz brontoskopiczny.
Religia Etrusków była ważnym czynnikiem przemian zachodzących w religii Rzymian. To od Etrusków nauczyli się Rzymianie uosabiać bezcielesne dotąd wyobrażenia o bogach i przedstawiać je sobie pod postacią posągów i rzeźb o kształtach ludzkich. Wtedy zaczęły też powstawać pierwsze świątynie budowane na wzór etruski. Dzięki Etruskom Rzymianie pokonali długą drogę od pierwotnego animizmu i pandemonizmu do antropomorfizmu. Wiele prastarych bóstw czczonych przez wieki zagubiło się na niej i odeszło w niepamięć, wiele przekształciło się i przemieniło swe szaty i atrybuty, dostosowując się do nowych pojęć i wyobrażeń religijnych.

## Wpływ religii greckiej
Wpływy greckie na religię rzymską datują się co najmniej od początków V wieku p.n.e. Nastąpiło to dzięki rozwijającym się bezpośrednio stosunkom handlowym i politycznym. Do Rzymu zaczęły przenikać helleńskie wierzenia i mity. Obok bóstw rodzimych (tzw. di indigentes) zaczęli pojawiać się bogowie przybysze – tzw. di novensides. Nastąpiło niemal całkowite zespolenie bóstw greckich z bóstwami rzymskimi. Ogromną rolę w tym zespoleniu kultu odegrała legenda o księgach Sybilli. Sybilla miała być słynną wieszczką Gai. Miejsce jej pobytu na ziemiach rzymskich przypadało na miasto Kyme (łac. Cumae) w Kampanii. Grecy znali aż dziewięć Sybilli.
Według mitu o rzymskiej Sybilli pewnego dnia w pałacu króla Rzymu Tarkwiniusza Pysznego zjawiła się staruszka dźwigająca dziewięć grubych ksiąg. Spytała króla, czy ich nie kupi, zapytana przez króla o cenę podała tak niebagatelną sumę, że Tarkwiniusz ze śmiechem odmówił. Na to kobieta rozpaliła ognisko i wrzuciła do niego trzy księgi. I ponowiła pytanie o kupno podając tę samą cenę. I znowu król odmówił, a ona spaliła kolejne trzy księgi. I po raz kolejny spytała króla, czy nie chce ich kupić. Wtedy Tarkwiniusz zrozumiał, że w księgach muszą znajdować się jakieś wielkie tajemnice i odkupił od niej pozostałe woluminy, a później umieścił je na Kapitolu i powierzył opiece dwu kapłanów. Z czasem liczba kapłanów wzrosła do 10, a później do 15 mężów. Wyjaśniali oni boskie przepowiednie na podstawie znaków, czyli prodigiów. Na podstawie decyzji senatu kapłani znajdowali w księgach sybillińskich środki zaradcze, a były to najczęściej decyzje o sprowadzeniu do Rzymu nowych bóstw i kultów, głównie greckich.

### Ceres, Liber i Libera
Pierwszą poświadczoną źródłowo decyzją podjętą na podstawie ksiąg sybillińskich było ślubowanie budowy świątyni w 496 r. p.n.e. na Awentynie dla trójcy Ceres, Libera i Libery. Była to trójca rolnicza, odpowiadająca greckiej triadzie eleuzyjskiej: Demeter, Dionizos i Persefona.
Ślubowanie budowy świątyni nastąpiło w pierwszych latach republiki po wygnaniu tarkwińskich królów, kiedy na Rzym spadła klęska nieurodzaju – wtedy zapytano księgi sybillińskie o radę. Kapłani obwieścili taką to odpowiedź: Kara głodu będzie trwać póki póty lud rzymski nie uczci greckiej trójcy bogów Demeter, Dionizosa i Persefony.
W ten sposób pojawiła się boska rodzina w Rzymie, by zaś łatwiej przyszło ludowi italskiemu uwierzyć w te obce bóstwa, połączono ich kult ze starorzymską boginią zboża i urodzajnych pól Ceres, Libera uważano za syna Ceres i utożsamiano z Dionizosem, natomiast w Liberze widziano córkę Demeter, Persefonę.

### Merkury, Maja i Fortuna
Stara religia nie znała Merkurego – jego kult rozwinął się w Rzymie dopiero później wraz z rozkwitem handlu, kiedy władza Rzymu zaczęła sięgać dalej poza granice Italii. Nie wiadomo dokładnie, czy sprowadzono tego bożka z Grecji za pomocą wyroczni sybillińskiej, w każdym razie wcześnie zaczął się upodabniać do greckiego Hermesa.
Świątynia Merkurego i jego greckiej matki Mai, leżała obok Wielkiego Cyrku, było tam też źródło poświęcone temu bogu. Jego święto przypadało w maju, że zaś wtedy również odbywały się nabożeństwa ku czci staroitalskiej Mai, małżonki boga ognia, Wulkana, nic więc dziwnego, że można było obie boginie poplątać i uważać za jedną boginię. Tak też się wkrótce stało, obie Maje, italska i rzymska, w pojęciu Rzymian zespoliły się na zawsze.
Boginią czczoną szczególnie łącznie z Merkurym była Fortuna, której znaczenie wzrosło bardzo po identyfikacji z grecką Tyche. Istnieją dwa poglądy co do tego, w jaki sposób jej kult przybył do Rzymu. Pierwszy głosi iż sprowadził ją król Ankus Marcjusz. Drugi utrzymuje, że jakoby to król Serwiusz Tuliusz, syn niewolnicy wyniesiony przez szczęśliwy los na tron, wzniósł Fortunie, wdzięczny za opiekę i wyróżnienie, mnóstwo kaplic i ołtarzy oraz dwie świątynie: jedną poza murami miasta na prawym brzegu Tybru, drugą zaś na Forum Boarium. Jej święto Rzymianie obchodzili 24 czerwca.

### Świat podziemny
W miarę jak greckie wierzenia, mity i obrzędy coraz szerzej rozpowszechniały się w Rzymie, zaczęto odprawiać na cześć Ceres misteria zwane Ceresaliami. Jak wiadomo, główną rolę w nich grał mit o porwaniu Persefony przez Hadesa-Plutona. Rzymianie obdarzyli córkę Demeter – Ceres łacińskim odpowiednikiem Prozerpina.
W 249 r. p.n.e. (a w 505 r. od założenia miasta), podczas wojny punickiej, gdy Rzym był zagrożony przez wroga, z rozkazu senatu dziesięciu kapłanów sybillińskich miało zapytać wyrocznię co robić. Ta odpowiedziała, że dla przebłagania bóstw podziemnych Rzymianie powinni przez trzy noce z rzędu odprawiać na Polu Marsowym obrzędy ku czci Prozerpiny i boga o imieniu Dis Pater.
Dnia 21 maja obchodzono święto zwane Agonium, uroczystości ku czci boga podziemnego o imieniu Wejowis (lub Wediowis).
Obaj bogowie Dis Pater i Wejowis, mimo łacińskich imion przypominali greckiego Hadesa-Plutona, bo też kult ich przybył do Rzymu zapewne pod wpływem Greków. Wtedy też cały świat podziemny ukształtował się w świadomości Rzymian wedle wyobrażeń hellenistycznych, np. grecki syn Nocy Tanatos, bóg śmierci, przekształcił się w bożka Morsa, a duchy zemsty Erynie – w rzymskie Furie.

### Herkules, Ewander, Kastor i Polluks
Wraz z greckimi bogami powędrowali nad Tyber i helleńscy herosi, przede wszystkim zaś największy z nich – Herakles, przemianowany u Rzymian na Herkulesa. Wcześnie jego kult rozprzestrzeniał się na półwyspie za pośrednictwem greckich kolonizatorów, by w końcu objąć całą Italię. Stary ołtarz Herkulesa, tzw. Ara Maxima (Ołtarz największy) stał w pobliżu Palatynu na Forum Boarium (Wołowym) niedaleko Wysokiego Cyrku (Circus Maximus). Według legendy wzniósł ten ołtarz Ewander, jeden z mitycznych przodków Rzymian.
Kiedy Herkules wracał do ojczyzny ze swej wyprawy po stada Geriona, przechodził obok osady Ewandera. Bohater znużony trudami długiej podróży postanowił odpocząć w cieniu drzew. Wkrótce zapadł w głęboki sen. Gdy tak spał, wybiegł ze swej jaskini olbrzym imieniem Kakus. Widząc pasące się na polanie stado dorodnych wołów, popędził co piękniejsze sztuki do swej kryjówki, by zaś zatrzeć ślady kradzieży i zmylić pogoń, odwrócił zwierzęta łbami do tyłu i ciągnął je za ogony do wnętrza swej pieczary. Tymczasem Herkules, zbudziwszy się ze snu, od razu spostrzegł, że ktoś uprowadził mu cześć stada. Bohater zaczął tropić złodzieja idąc śladami wolich racic, ale ślady urwały się w gęstwinie wśród skał i rozpadlin i prowadziły z powrotem na pastwisko. Strudzony, musiał wreszcie zaprzestać poszukiwań i pognał resztę stada w dalszą drogę. Bydło odchodząc ryczało głośno. Posłyszawszy głosy swych towarzyszy woły zamknięte w jaskini wnet rozbrzmiały potężnym rykiem. Tak wydał się podstęp Kakusa i Herkules po zaciętej walce zabił potwora. Ewander wdzięczny za zgładzenie rozbójnika, który od dawna zagrażał jego osadzie, zbudował Herkulesowi wielki ołtarz i powierzył godność kapłańską dwóm rodom: Potycjuszom i Pinariuszom.
Po upaństwowieniu kultu Herkulesa czczono go w Rzymie igrzyskami w amfiteatrze i ofiarą składaną na sposób grecki.
Innym herosem, którego kult rozprzestrzenił się w Rzymie, był Ewander. Pochodził z Arkadii na Peloponezie. Jego greckie imię Euandros znaczy Dobry Mąż. Nie jest do końca jasne, dlaczego Ewander musiał opuścić swoją ojczyznę. W każdym razie popłynął na zachód i dotarł do ziem nad Tybrem. Był to kraj Aborigenów. Królem tego ludu był wówczas Faun. Przyjął gości życzliwie, a nawet odstąpił im część swych posiadłości. Ewander wybrał miejsce po lewym brzegu Tybru, przy wzgórzu, które na pamiątkę swojej ojczyzny nazwał Pallantium. Później ten wyraz skrócono i ostatecznie przyjął on brzmienie Palatium. Małe i ubogie osiedle Ewandra stało się z czasem, po wielu latach, ogromnym dostatnim miastem. To właśnie jemu opowieści kazały witać dwóch następnych przybyszów ze Wschodu: najpierw Herkulesa, później Eneasza.
To z greckich miast na południu Italii przyszedł zapewne do Rzymu kult Dioskurów: Kastora i Polydeukesa. Ci boscy bliźniacy, synowie Zeusa i Ledy, w swym rzymskim wcieleniu zwali się Kastor i Polluks. Pierwszą świątynię otrzymali Dioskurowie w Rzymie jeszcze w głębokiej starożytności, bo już ok. 496 r. p.n.e. po zwycięskiej bitwie z Latynami nad jeziorem Regillus, jaką stoczył dyktator Postumiusz. Mit mówi, iż podczas tej bitwy zdarzył się cud. Była to chwila, gdy szala zwycięstwa przechylała się już na stronę wrogów Rzymu, gdy oto nagle stanęli przed Postumiuszem dwaj młodzieńcy nieziemskiej piękności jadący na śnieżnobiałych rumakach. Wódz i jego świta poznali, że to bogowie w ludzkich postaciach przybyli na pole walki. A oni miecze podnieśli do góry i runęli na nieprzyjaciół, którzy przerażeni nieludzkim zjawiskiem zaczęli w popłochu uciekać. Na ten widok w żołnierzy Postumiusza wstąpił duch walki, rzucili się na uciekających i dokonali dzieła zwycięstwa. Tymczasem za murami lud niespokojnie oczekiwał wyników bitwy. Wtem wpadają ci sami dwaj jeźdźcy, poją konie u źródła nimfy Juturny i oznajmiają zwycięstwo. Po wygranej bitwie Postumiusz wystawił Dioskurom (bo oni to byli) świątynię na miejscu Forum obok źródła Juturny. Odtąd w każdą rocznicę zwycięstwa nad jeziorem Regillus przeciągał pod murami świątyni Dioskurów pochód żołnierzy rzymskich w pełnym rynsztunku. Wojsko święciło ofiary dziękczynne na ołtarzu boskich bliźniąt.

## Wpływ religii wschodu
Obok bóstw greckich napływały do Rzymu kulty wschodnie, zwłaszcza od czasu, gdy imperium poszerzyło swe granice o podbite kraje Afryki i Azji. Ale i wcześniej zdarzały przejęcia tamtejszych kultów.

### Kybele, Wielka Matka Bogów
Jednym z pierwszych bóstw wschodnich, z którym zetknęli się Rzymianie, była frygijska bogini płodności i odradzającej się przyrody – Wielka Matka Bogów (Magna Mater Deum), zwana też Kybele. W Rzymie zrównano ją ze staroitalską boginią Ops. Oddawali jej cześć kapłani-korybanci odprawiając orgiastyczne tańce przy wtórze ogłuszającej muzyki fletów, rogów i piszczałek.
Do Rzymu sprowadziła Kybele w 204 r. p.n.e. wyrocznia sybillińska. Był to okres wojny z Hannibalem. Niepowodzenia wojenne, głód i choroby, straszne znaki na niebie. W świętych księgach Sybilli z Kyme wyczytali kapłani, że karzące plagi nie przestaną spadać na Rzym, póki nie sprowadzi on z Pesynuntu świętego wizerunku Matki bogów. Wysłano więc posłów i ze czcią wieziono posąg nad Tyber. Całe miasto wyległo na powitanie bogini. Wtedy stało się coś nieprzewidzianego – statek osiadł na mieliźnie. Kapłani rozpoczęli wróżby i okazało się, że okręt do brzegu przyciągnie tylko nieskazitelna kobieta. I wtedy wystąpiła z tłumu Kwinta Klaudia (o której mówiono, że jest rozpustnicą) i zaczęła przyciągać statek do brzegu. Od tamtej pory frygijska Kybele zamieszkała na Palatynie w świątyni Zwycięstwa. Wraz z nią pojawił się w Rzymie kult jej kochanka Attisa. Miał być to piękny, młody pasterz, w którym bez pamięci zakochała się bogini. Niedługo jednak kochankowie cieszyli się miłością, ponieważ wkrótce Attisa rozszarpał rozwścieczony dzik. Lecz Kybele użyła całej swej mocy i wskrzesiła kochanka.
Opowiadano też inną historię. Mówiono, że to on sam, tchnięty szałem, pozbawił się męskości cięciem noża i zraniony pędził przez las, aż padł pod sosną wykrwawiwszy się na śmierć. Z kropli jego krwi wyrosły pachnące fiołki. Odtąd kapłani Kybele (korybanci) byli kastratami i nim wstępowali do służby bogini, musieli własnoręcznie okaleczyć się podobnie jak Attis.
Główne święta ku czci Matki Bogów wypadały w marcu. Kapłani ścinali wówczas sosnę w lesie (pod sosną zginął Attis), do pnia drzewa przywiązywano figurkę przedstawiającą kochanka bogini, owijano ją w całun wełniany, strojono fiołkami i śpiewano pieśni żałobne. W trzecim dniu święta, zwanym dniem krwi, odprawiano święty taniec graniczący z ekstazą. Arcykapłan mieczem wytaczał sobie krew z ramienia, inni tańcząc zadawali sobie rany nożami, poświęcając swą męskość na spryskanym krwią ołtarzu bogini. Potem grzebali zakrwawioną sosnę (symbolizującą Attisa) przy wtórze żałobnych hymnów. Nocą otwierano grób i arcykapłan obwieszczał zmartwychwstanie Attisa. Wierni po wielogodzinnym poście oddawali się rozkoszy jedzenia i picia.
Święta marcowe kończyła jeszcze jedna ceremonia. Uroczysta procesja wyznawców Kybele dążąca nad strumień Almo. Stanąwszy nad strumieniem arcykapłan bogini dokonywał obrzędu rytualnej kąpieli posągu Kybele.

### Izyda
Śladem Kybele pociągnął do Rzymu szereg innych bóstw ze Wschodu. Zewsząd, z Syrii, Egiptu, Kartaginy, Kapadocji, Persji ciągnęli do stolicy orientalni bogowie i boginie, zaczynając wypierać dawne bóstwa, a nawet usuwać w cień greckich Olimpijczyków.
Ponad gromadę tych obcych bóstw wyrosła wysoko egipska bogini Izyda, małżonka Ozyrysa i matka Horusa. Nie od razu jej kult został zatwierdzony przez państwo. Zadowolić się musiała na początku niewielkimi grupkami wiernych, czczących ją na tajemnych spotkaniach. Dopiero Triumwirowie widząc popularność Izydy, postanowili ją wprowadzić do religii państwowej. Sytuacja się zmieniła, gdy Oktawian rozpoczął wojnę z Antoniuszem i Kleopatrą. Wówczas bogowie Egiptu jako wroga Rzymu nie cieszyli się przychylnością nad Tybrem, więc znów Izyda popadła w niełaskę trwającą do czasów Kaliguli. Cesarz ten na nowo wprowadził ją w poczet bóstw rzymskich i wybudował nową świątynię na Polu Marsowym. Listopadowe święta pod wieloma względami przypominały obrzędy ku czci Kybele; łatwo jest doszukać się w obu kultach wspólnych elementów.

### Bogini Maa
Już od czasów Sulli miejsce dawnej Bellony chciała zająć kapadocka bogini wojny Maa z Komany, bóstwo barbarzyńskie lubujące się w krwawych obrzędach tak okrutnych, że aż jedną z jej świątyń kazano zamknąć, znaleziono bowiem w niej ofiarne naczynia pełne ludzkiego mięsa. Kapłani Maa podczas nabożeństw odprawianych u jej ołtarzy, uniesieni fanatycznym szałem, unurzani we własnej krwi płynącej z ran, jakie sobie zadali, nieczuli na ból, czcili boginię orgiastycznymi tańcami i krwawymi ofiarami. Nabożeństwa te przyciągały żądny krwi motłoch oraz żołnierzy rekrutujących się spośród barbarzyńskich plemion.

### Mitra
Również Syria i Fenicja stały się rozsadnikami świętości – stamtąd przyszedł fenicki Baal, bogini Suria i Astarte.
W I stuleciu n.e. na czoło tego niepowstrzymanego pochodu boskich przybyszów ze Wschodu wysunął się perski Mitra. W Rzymie czczono go jako Słońce Niezwyciężone (Sol Invictus). Ku jego czci odbywały się tajne misteria w podziemnych grotach. Tam przed posągiem Mitry zabijającego byka mystowie przechodzili kolejne stopnie (kruków, żołnierzy, lwów, Persów – aż po najwyższy stopień ojców).

## Kult cezarów
Starożytny Wschód od wieków oddawał cześć boską swoim władcom, faraonowie Egiptu, królowie Babilonii czy Asyrii byli dla swych poddanych synami bogów, istotami obdarzonymi mocą nadprzyrodzoną, żywym wcieleniem bóstwa na ziemi. Cesarze rzymscy pragnąc opromienić swój tron, sięgnęli po tę najwyższą godność. Pierwszy krok został uczyniony, kiedy po śmierci Juliusza Cezara oficjalnie ogłoszono go bogiem. Odtąd jako Divus Iulius miał powiększyć grono nieśmiertelnych. Po konsekracji nowego bóstwa Świątynia Cezara stanęła na Forum Romanum.
Następcy Cezara kolejno wchodzili do Panteonu rzymskich bóstw. Posłuszny senat skwapliwie podejmował uchwały o uznaniu danego władcy za nieśmiertelnego; wprawdzie początkowo dopiero po zgonie cesarzy, potem jednak coraz częściej już za życia wprowadzano ich między bogów Rzymu, nadając im tytuł „divi” (boscy). Na przykład cesarz Kaligula z dynastii Klaudiuszów został uznany za boga już za życia. Zdarzało się, że i małżonki lub ulubieńców cesarzy też konsekrowano na bogów i boginie. Tak się stało m.in. z żoną cesarza Augusta – Liwią, oraz z ulubieńcem cesarza Hadriana – Antinousem.
Oktawian August dla uświetnienia swej dynastii sięgnął po mit trojański opromieniając w ten sposób ród Juliuszów. Za jego panowania powstała też narodowa epopeja Rzymian – Eneida.

## Mity

### Wędrówki Eneasza
Tej nocy, kiedy Grecy podstępnie, przy pomocy drewnianego konia wtargnęli do Troi i rozpoczęli krwawą rzeź, Eneasz, syn Wenery i Anchizesa, miał złowieszczy sen. Stanął przed nim Hektor i rozkazał uciekać. Zbudzony bohater próbował walczyć, ale na próżno. Zrezygnowany pośpieszył do domu uratować od śmierci rodzinę, ojca, Anchizesa, żonę, Kreuzę, i syna Askaniusza-Jula. Po drodze spotkał ukrytą Helenę i zaślepiony zemstą chciał ją zabić, lecz ukazała mu się Wenera i odwiodła od zabicia żony Parysa.
Eneasz biegnie do swego domu, ale tu zastaje kolejną przeszkodę – ojciec jego, Anchizes, nie chce opuścić Troi. Zgadza się na ucieczkę zobaczywszy nad głową Askaniusza jasne światło i spadającą z nieba gwiazdę. Rodzina podejmuje ucieczkę: Eneasz niesie Anchizesa obok biegnie jego syn Askaniusz, tuż za nimi żona Kreuza. Kiedy bohater dociera na wzgórze pod miastem, zauważa, że jego małżonka zgubiła się gdzieś w zamęcie ucieczki. Wraca jej szukać, ale w mieście odnajduje tylko ducha żony.
Eneasz powrócił znowu na wzgórze, gdzie zebrał się już tłum zbiegów, też szukających schronienia. O świcie wyruszyli pod wodzą bohatera, a dotarłszy do góry Idy, zbudowali okręty i zebrawszy wszystkie święte relikwie wyruszyli w drogę.
Tak rozpoczęła się długa wędrówka. Eneasz wiele lat błądził po morzach i obcych krajach, nigdzie nie mogąc znaleźć schronienia. A wszystko to za sprawą Junony – bogini ta nadal nie wybaczyła Parysowi obrazy i mściła się za nią na wszystkich Trojanach.
Odpłynąwszy od brzegów Troi skierował Eneasz swe okręty w stronę Tracji. Ponieważ Trakowie od dawna byli sprzymierzeńcami Trojan, bohater postanowił, że na tej ziemi osiedli się i założy miasto. Pojawiła się jednak przed nim postać Polidora, syna Priama, który powiedział mu, jak król Traków podstępnie go zamordował zdradzając tym samym sojuszników. Ostrzeżony przez cień Polidora, Eneasz zebrał swych druhów i odpłynął.
Po długiej wędrówce dopłynął do świętej wyspy Apollina. Tam poradził się wyroczni, która kazała mu płynąć do kraju przodków – na Kretę. Dopłynąwszy tam zbudowali gród i nazwali go Pergam. Lecz wtedy wybuchła straszna zaraza. Ludzie, zwierzęta, nawet rośliny ginęły. Poznał w tym Eneasz gniew bogów i ponownie zebrał swych ludzi do wędrówki. Po trzech dniach i trzech nocach strasznych sztormów dopłynęły okręty do wysp Strofadów zamieszkiwanych przez harpie. Jedna z nich powiedziała Trojanom, że mają płynąć na zachód, a ziemię obiecaną poznają po tym, że z głodu zjedzą nawet stoły.
Dalsze losy Eneasza splatają się z wędrówką Ulissesa, tak jakby bohater podążał za królem Itaki. W czasie kiedy Ulisses przebywał u króla Alkinoosa, Eneasz zawinął do portu kartagińskiego. Rządziła wtedy Kartaginą Dydona. Zaprosiła bohatera na ucztę, aby opowiedział jej o zburzeniu Troi i własnych przygodach. Przez cała ucztę Dydona trzymała na kolanach małego Askaniusza, który nawet raz zadrasnął królową w okolicy serca. W rzeczywistości jednak nie był to syn Eneasza, lecz Amor. Tak oto matka bohatera – Wenera, zniweczyła plany Junony, która chciała, żeby Dydona zamordowała Eneasza. Królowa pokochała Trojanina: urządzała uczty i polowania, żeby zatrzymać go przy sobie, ale on wciąż przypominał jej, że kiedyś odpłynie. Tak też się stało: pewnej nocy Trojanie potajemnie odpłynęli, a Dydona z rozpaczy odebrała sobie życie.
Po kilku dniach żeglugi Trojanie wylądowali koło miasta Kume. Niedaleko znajdowało się wejście do świata podziemnego. Bohater skorzystał ze sposobności i odwiedził zaświaty: spotkał tam swego ojca Anchizesa, który pokazał mu nie tylko ludzi zmarłych, ale i mających dopiero się narodzić. Anchizes pokazał przy tym Eneaszowi całą historię Rzymu aż do czasów cesarza Augusta. Potem bohater wyruszył w kierunku północnym. Dopłynąwszy do miejsca, w którym Tyber wpływa do morza, postanowiono odpocząć i pożywić się – rozłożono na trawie suche pszenne placki, a na nich owoce. Po zjedzeniu owoców zabrano się do placków i wtedy Eneaszowi przypomniała się przepowiednia harpi. Przybysze wiedzieli już, że nadszedł kres ich wędrówki.
Tymczasem na dworze króla tej krainy, Latynusa, trwały przygotowywania do ślubu jego córki Lawinii. Miała być ona wydana za wodza plemienia Rutulów. W dniu, w którym przybył Eneasz, przyśniło się Latynusowi, że ojciec jego Faun kazał wydać Lawinię za cudzoziemca. Latynus pozwolił więc Eneaszowi osiedlić się na swej ziemi i oddał także mu rękę swojej córki. Mściwa Junona znowu pokrzyżowała te plany: najpierw żona Latynusa – Amata, sprzeciwiła się temu małżeństwu, potem z pretensjami wystąpił odrzucony wódz Rutulów – Turnus. Waśń przerodziła się w wojnę. Obie strony uzbroiły się i ściągnęły sprzymierzeńców. Eneasz nie miał konnicy, więc po pomoc udał się do Euandra, który dał mu wyborowy oddział jazdy pod dowództwem swojego syna Pallasa. Wenera przyniosła Eneaszowi zbroję wykutą przez Wulkana. Walki przypominały oblężenie Troi. Doszło też do koniecznych pojedynków: Turnus zabił Pallasa, a Eneasz Turnusa.
Kiedy Eneasz powrócił z wojny, pojął za żonę Lawinię i na jej cześć zbudował miasto Lawinium. Ale cztery lata później wybuchła nowa wojna z Rutulami. Podczas bitwy Eneasz przepadł bez wieści. Jedni mówili, że utonął w rzece, a inni, że Wenera wyniosła go z zamętu walki i zabrała do nieba. Po ojcu rządy przejął syn z pierwszego małżeństwa – Julus, zwany dawniej Askaniuszem.

### Powstanie Rzymu
Askaniusz założył własne miasto pod nazwą Alba Longa, właściwą siedzibę dynastii Eneasza. Panowało po nim wielu królów. Na koniec Prokos miał dwóch synów: Numitora i Amuliusa. Tron po ojcu otrzymał starszy z nich, Numitor. Brat jego z zazdrości zebrał wojska i strącił brata z tronu. Ażeby zapewnić tron dla swoich synów, uczynił westalką jedyną córkę brata, Reę Sylwię. Wtedy westalka niespodziewanie powiła bliźnięta – Romulusa i Remusa. Stało się to za zrządzeniem bogów, bowiem ojcem ich był Mars. Amulius kazał Reę Sylwię zagłodzić, a bliźnięta wrzucić do Tybru.
Słudzy królewscy wypełnili rozkaz króla, ale koszyk dzieci zaczepił się o pień drzewa, a płaczące bliźnięta usłyszała wilczyca i przyszła je nakarmić. Codziennie zjawiała się o tej samej porze i podawała im swe sutki do ssania. Kiedyś zobaczył te dziwy pasterz królewski Faustulus. Poczekał aż wilczyca odeszła i zabrał bliźniaków ze sobą. Obaj wyrośli na dzielnych młodzieńców. Kiedyś wywiązała się bójka między pasterzami Numitora i Amuliusa a jej skutkiem było porwanie Remusa. Został on postawiony przed Numitorem i opowiedział mu historię swojego pochodzenia, a wówczas ten poznał w nim swojego wnuka i kazał potajemnie sprowadzić też Romulusa. W trzech obmyślili plan obalenia Amuliusa. Dwaj bracia z oddziałem zbrojnych napadli na pałac, straż pokonali i skazali na śmierć uzurpatora wynosząc na tron swego dziadka.
Nie chcieli jednak zostać w Alba Longa i woleli założyć własne miasto. Nie mogli się jednak pogodzić, kto da nazwę nowej stolicy i postanowili zapytać o radę bogów. Zasiedli nocą na dwóch wzgórzach: Romulus na Kapitolu, Remus na Awentynie. Pierwszy znak w postaci 6 sępów zobaczył Remus, a chwilę potem Romulus zobaczył 12 sępów. Wszyscy uznali, że jego bogowie wybierają na założyciela miasta. Zaprzągł więc parę wołów do pługa i zaorał przestrzeń, na której miała stanąć Roma. Kiedy Remus zaczął wyśmiewać się z jego nowego miasta, Romulus dobył miecz i zabił brata mówiąc, że to samo spotka każdego, kto targnie się na granice jego państwa.

### Porwanie Sabinek
Kiedy Romulus stworzył gaj asylum i ogłosił, że ktokolwiek do niego wejdzie, choćby popełnił największą zbrodnię, będzie czuł się bezpieczny i zostanie obywatelem miasta, zewsząd zaczęli przybywać złoczyńcy, łotry i złodzieje. Z ich pomocą Romulus obwarował miasto.
Wreszcie wszyscy zauważyli, że w tym państwie brak kobiet. Romulus więc wybrał co przystojniejszych mężczyzn, ubrał w strojne szaty i wyprawił do okolicznych plemion. Ale nikt nie chciał ich przyjąć, wszędzie zamykano przed nimi bramy. Wtedy Romulus postanowił poczekać aż inne plemiona zapomną o pochodzeniu jego towarzyszy. Dopiero po dłuższym czasie rozesłał zaproszenia na wielką ucztę połączoną z polowaniami i festynami. Kiedy zewsząd przybyli mężczyźni i kobiety, Romulus nagle dał znak i każdy z jego ludzi porwał tę kobietę, przy której stał.
Poszkodowani mężowie, ojcowie i bracia zebrali się razem i ruszyli zbrojnie na Rzym. Prym wiedli Sabinowie, którzy najwięcej ucierpieli, ponieważ Rzymianie porwali najwięcej Sabinek. Na czele wojsk stał Tytus Tacjusz. Kiedy jego wojska były już na przedmieściach, kobiety, które zdążyły już przywiązać się do rabusiów, rzuciły się pomiędzy walczące szeregi. Płaczem i prośbami namówiły ojców, mężów i braci do rozejmu. Od tamtej pory Sabinowie i Rzymianie złączyli się w jedno państwo. Romulus władał zgodnie z Tytusem Tacjuszem.

### Ubóstwienie Romulusa i Hersilii
Kiedy Romulus, już bardzo stary, odbywał pewnego razu przegląd wojsk, zerwała się burza i gęsta mgła zakryła przed ludem miejsce, gdzie siedział. Gdy zaś chmury się rozwiały, zobaczono, że tron jest pusty. Nie wiedziano co o tym sądzić, dopiero nazajutrz sprawa się wyjaśniła. Jeden z senatorów, Prokulus Juliusz opowiedział, że przywidział mu się Romulus zamieniony w boga. Oznajmił mu także, że to bogowie zabrali go do nieba. Odtąd czczono go pod imieniem Kwirinus.
Hersilia – żona Romulusa, bardzo rozpaczała po jego stracie. Junona posłała więc do niej Irydę, która kazała jej iść ze sobą do gaju na wzgórzu kwirynalskim. Kiedy tam już były, z nieba spadła gwiazda przemieniając królową w boginię. Hersilia uniosła się do nieba, gdzie pozostała na zawsze przy boku Kwirinusa pod imieniem Hory.

## Stanowiska kapłańskie
- Westalki
- Pontifices
- Augurowie
- Decemviri sacris faciundis
- Septemviri epulones
- Sodalitates
- Haruspices
- Flamen
- Pontifex maximus
- Rex Nemorensis
- Rex Sacrorum